# Khadira
Khadira là một chi bướm đêm thuộc họ Erebidae.